# Пайтовская
Пайтовская — деревня в Вельском районе Архангельской области. Входит в состав муниципального образования «Судромское»

## География
Деревня расположена в 34 километрах на север от Вельска на федеральной автотрассе М8 «Холмогоры», на левом берегу реки Вага (приток Северной Двины). Ближайшие населённые пункты: на севере посёлок Погост, являющийся административным центром муниципального образования.
Часовой пояс
Пайтовская, как и вся Архангельская область, находится в часовой зоне МСК (московское время). Смещение применяемого времени относительно UTC составляет +3:00.

## Население
| 2002 | 2010 | 2012 | 2014 |
| ---- | ---- | ---- | ---- |
| 165  | ↘154 | ↗189 | ↘186 |

## История
Указана в «Списке населённых мест по сведениям 1859 года» в составе Вельского уезда Вологодской губернии под номером «2277» как «Пайтовская». Насчитывала 32 дворов, 79 жителей мужского пола и 108 женского.
В материалах оценочно-статистического исследования земель Вельского уезда упомянуто, что в 1900 году в административном отношении деревня входила в состав Судромского сельского общества Устьвельской волости. На момент переписи в селении Пайтовское находилось 38 хозяйств, в которых проживало 128 жителей мужского пола и 134 женского.
В деревне находилась часовня, приписанная к приходу Судромской Ильинской церкви.